# Gouvernement Aksel V. Johannesen I
Îles Féroé
Kaj Leo Johannesen II Bárður á Steig Nielsen
Le gouvernement Aksel V. Johannesen I est le gouvernement des îles Féroé dirigé par Aksel V. Johannesen entre le 15 septembre 2015 et le 15 septembre 2019.

## Composition initiale (15 septembre 2015)
| Portefeuille                                                    | Titulaire | Titulaire           | Parti |
| --------------------------------------------------------------- | --------- | ------------------- | ----- |
| Premier ministre                                                |           | Aksel V. Johannesen | JF    |
| Vice-Premier ministre Ministre des Pêches                       |           | Høgni Hoydal        | T     |
| Ministre des Finances                                           |           | Kristina Háfoss     | T     |
| Ministre de la Santé et de l'Intérieur                          |           | Sirið Stenberg      | T     |
| Minister de l'Éducation, de la Recherche et de la Culture       |           | Rigmor Dam          | JF    |
| Ministre des Transports, des Infrastructures et du Travail      |           | Henrik Old          | JF    |
| Ministre des Affaires sociales                                  |           | Eyðgunn Samuelsen   | JF    |
| Ministre des Affaires étrangères, du Commerce et de l'Industrie |           | Poul Michelsen      | F     |